# تسويوشي سوزوكي
تسويوشي سوزوكي (باليابانية: DJ TSUYOSHI) هو دي جيه وموسيقي ياباني، ولد في 26 نوفمبر 1967.

## وصلات خارجية
- تسويوشي سوزوكي على موقع ميوزك برينز (الإنجليزية)
- تسويوشي سوزوكي على موقع ديسكوغز (الإنجليزية)